# بيير ويليام (ناشر)
بيير ويليام (بالفرنسية: Pierre Guillaume)‏ هو ناشر فرنسي، ولد في ديسمبر 1940.